# Gulbrämad dykare
Gulbrämad dykare (Dytiscus marginalis) är en skalbagge i familjen dykare. 

## Kännetecken
Den är 30–35 millimeter lång, ovan svartgrön, med gulkantade täckvingar och halssköld. Undersidan är gulbrun. Hanen har släta täckvingar medan honans är fårade. Hanen har sugskålar på frambenen för att kunna hålla fast honan vid parning. Larven är också vattenlevande och är 60–70 millimeter lång. När larven skall förpuppas gräver den ned sig i marken ovanför vattenlinjen.

## Utbredning
Den gulbrämade dykaren finns i Europa och norra Asien. Den är allmän i hela Sverige.

## Levnadssätt
Den gulbrämade dykaren lever i sjöar och dammar med riklig vegetation. Den är en god simmare och använder bakbenen som åror. Den "ror" med synkrona slag med benen till skillnad från andra vattenbaggar. Den hämtar då och då luft vid ytan genom att sticka upp bakkroppen. Den fyller då andningsorganen och en reservoar under täckvingarna med luft. Både den vuxna skalbaggen och larven lever på rov, till exempel grodor, grodyngel, vattensalamandrar, småfisk och andra insekter och småkryp. Även artfränder kan slinka med. Den kan göra viss skada i fiskodlingar. Den är även en god flygare.